# Antonio de Luján
Antonio de Luján fue un personaje cortesano de la corte de Carlos V donde ofició como licenciado en el consejo de las órdenes militares tras la propuesta del Cardenal Cisneros para desempeñar dicha posición. Hijo de los terceros señores de Barajas fue colegial de San Bartolomé y oidor de Valladolid. Tenía conexión de parentesco por el casamiento de Juan Jiménez de Cisneros, hermano del mencionado cardenal, con su hermana Doña Leonor de Luján Zapata y Mendoza. Antonio de Luján sustituyó en el consejo al Doctor Calvete, el cual había sido nombrado por Fernando el Católico para el desempeño de dicho puesto. Tras la muerte del Don Fernando, le sustituyó en la regencia el Cardenal en el año 1516, el cual, en ausencia del príncipe Carlos decide cesar al Doctor Calvete en su puesto (bien porque el cargo terminaba con la muerte del rey, bien por su lengua balbuceante), en favor de Don Antonio de Luján.  
Aparece en varias documentaciones administrativas, como por ejemplo el 4 de junio de 1537, donde el propio Carlos V, como administrador perpetuo de la orden de Santiago, mediante su consejero (Antonio de Luján) resuelve la petición de Antonio de Valderrábano a favor del administrador del hospital de las Tiendas y de Villasirga (anteriormente de Villamartín, pero se traslada a esta villa en 1304), mediante la cual solicita una carta en el que se ratifica el privilegio otorgado por Alfonso VIII primero, que fue confirmado por Alfonso X posteriormente. Esta carta es pedida porque el mencionado administrador la necesita como prueba ante cierto pleito civil y criminal que tuvo lugar en Villasila y Villamelendro y del cual desconocemos los detalles